# Všeradov
Všeradov település Csehországban, a Chrudimi járásban. Všeradov Vysočina, Vítanov és Ždírec nad Doubravou településekkel határos. Lakosainak száma 139 fő (2024. január 1.).

## Népesség
A település lakosságának változását az alábbi diagram mutatja:
| Lakosok száma | 334  | 370  | 386  | 283  | 215  | 156  | 144  | 152  | 149  | 139  |
|               | 1869 | 1900 | 1921 | 1961 | 1980 | 2011 | 2016 | 2019 | 2021 | 2024 |